# 圓融寺 (川崎市)
圓融寺（えんゆうじ）は、神奈川県川崎市高津区にある日蓮宗の寺院。「円融寺」とも表記される。

## 概要
山号は法性山。旧本寺は大本山池上本門寺、旧寺格は平僧寺跡。池上芳師法縁に属する。 稲毛門中朗師講 の一である。

## 歴史
元は真言宗正善坊という寺院であったが、天文3年（1534年）に池上本門寺9世・東眼院日純が当地を巡錫した折にその教化に触れ改宗し、法性山圓融寺と称したという。圓融寺の北約300mの山上に真言宗智山派の長唱山蓮乗院實相寺があり、この寺が「上の寺」と称されたのに対し圓融寺は「下の寺」と称されていた。文化元年（1804年）に記された『大過去帳』には、圓融寺は開山以来数度の火災に見舞われたと記されており、その度に再建を繰り返し護持されてきた事が窺える。その中でも最たるものが昭和20年（1945年）4月15日の川崎大空襲で、全山が灰燼に帰した上に当時の住持であった46世・慈円院日教（藤野宣教）が出征中であった事から、廃寺の危機を迎えた。しかし同年5月14日に組寺の稲毛門中朗師講より義援金が支給され、同年9月26日には仮普請の小堂が落成した。昭和22年（1947年）8月に戦死した日教の葬儀が営まれ、昭和24年（1949年）3月には47世として慈法院日晶（藤野妙晶）が入寺した。昭和25年（1950年）には本堂が、昭和43年（1968年）には庫裡が再建された。昭和47年（1972年）4月13日に日晶が遷化すると、初香山本遠寺56世・大和院日透（町田堯順）の実弟である法覚院日嘉（町田三雄）が入寺。昭和51年（1976年）に本堂が増築され、平成元年（1989年）・平成6年（1994年）にも諸堂の増改築が施された。その後、49世・章光院日大（酒井章光）と50世・日宣（中村宣樹）の手により境内地が飛躍的に拡大、平成8年（1996年）の客殿及び庫裡の新築から始まり平成23年（2011年）7月の新本堂の落慶を経て寺観が一新され、今日に至っている。

## 歴代住持
| 歴代 | 法号 （俗姓・道号）   | 命日（享年［数え年］）            | 経歴 |
| ---- | --------------------- | --------------------------------- | --- |
| 開山 | 東眼院日純            | 天文19年（1550年）3月21日（69歳） | 大本山 長栄山本門寺（東京都大田区池上）9世 本山 長崇山本行寺（東京都大田区池上） 10世 本山 長興山妙本寺（神奈川県鎌倉市大町）9世 秋興山淨元寺（神奈川県川崎市高津区） 改宗開山 |
| 2世  | 日実                  |                                   | |
| 3世  | 日養                  |                                   | |
| 4世  | 日円                  |                                   | |
| 5世  | 日躰                  |                                   | |
| 6世  | 日泉                  |                                   | |
| 7世  | 日覚                  |                                   | |
| 8世  | 日長                  |                                   | |
| 9世  | 日涼                  |                                   | |
| 10世 | 乗重院日立            |                                   | |
| 11世 | 日光                  |                                   | |
| 12世 | 日登                  |                                   | |
| 13世 | 日慈                  |                                   | |
| 14世 | 日清                  | 享保18年（1733年）8月26日         | |
| 15世 | 日芳                  |                                   | |
| 16世 | 日悟                  |                                   | |
| 17世 | 日量                  | 正徳4年（1714年）10月28日         | |
| 18世 | 日淳                  |                                   | |
| 19世 | 日慶                  | 享保11年（1726年）6月2日          | |
| 20世 | 本是院日行            | 宝暦9年（1759年）8月18日          | |
| 21世 | 日善                  |                                   | |
| 22世 | 恵長院日伊            | 宝暦5年（1755年）7月15日          | |
| 23世 | 日真                  |                                   | |
| 24世 | 日要                  |                                   | |
| 25世 | 日充                  |                                   | |
| 26世 | 日澄                  |                                   | |
| 27世 | 日了                  |                                   | |
| 28世 | 日求                  |                                   | |
| 29世 | (教善)                |                                   | |
| 30世 | (台鏡)                |                                   | |
| 31世 |                       |                                   | |
| 32世 |                       |                                   | |
| 33世 |                       |                                   | |
| 34世 |                       |                                   | |
| 35世 | 大雲院日乗            | 文政7年（1824年）7月27日          | |
| 36世 | 日孝                  |                                   | |
| 37世 | 日交                  |                                   | |
| 38世 | 竜曻院日考            | 慶應4年（1868年）4月1日（76歳）   | 性光山本覚寺（東京都大田区北嶺町） 32世 |
| 39世 | 日彰                  |                                   | |
| 40世 | 本妙院日順 (遠藤日順) | 昭和7年（1932年）12月23日（83歳） | 妙湖山浄瀧寺（神奈川県横浜市神奈川区）28世 |
| 41世 | 大常院日収 (遠山旭榮) | 大正7年（1918年）6月21日（71歳）  | 喜昇山本成院（東京都大田区池上） 歴世 |
| 42世 | 常厳院日章 (石井耀元) | 昭和45年（1970年）7月18日（77歳） | 本山 龍水山海長寺（静岡県静岡市清水） 66世 朗栄山本妙院（東京都大田区池上） 57世 章剛山常仙院（東京都大田区池上） 49世 羽田山長照寺（東京都大田区本羽田） 20世                 |
| 43世 | 文殊院日羑            | 大正7年（1918年）7月24日（22歳）  | |
| 44世 | 辨常院日修 (荻嶋辨常) | 大正14年（1925年）4月13日（46歳） | 朗栄山本妙院（東京都大田区池上） 56世 |
| 45世 | 本是院日如 (河合泰是) | 昭和25年（1950年）10月6日（76歳） | 堀内山善隆寺（千葉県夷隅郡大多喜町） 42世 法雲山妙性寺（千葉県君津市大鷲） 23世                                                                                                |
| 46世 | 慈円院日教 (藤野宣教) | 昭和19年（1944年）12月30日        | |
| 47世 | 慈法院日晶 (藤野妙晶) | 昭和47年（1972年）4月13日（55歳） | |
| 48世 | 法覚院日嘉 (町田三雄) | 平成15年（2003年）2月9日（88歳）  | |
| 49世 | 章光院日大 (酒井章光) | 平成24年（2012年）11月4日（61歳） | |
| 50世 | 日宣 (中村宣樹)       |                                   | 唯明山要法寺（青森県つがる市稲垣町）7世 長遠山寛受院（東京都豊島区南池袋） 歴世                                                                                                |

## 交通
- JR南武線武蔵新城駅から車で約10分
- 第三京浜道路京浜川崎ICから車で約12分

## 近隣施設
- 橘樹神社　徒歩で約5分
- 長唱山蓮乗院實相寺　徒歩で約6分
- 子母口貝塚　徒歩で約8分
- 国史跡 橘樹官衙遺跡群　車で約5分

## 脚註
1. ↑  法類・法縁とは、同じ宗旨・宗派に属し密接な関係を持つ僧侶並びに寺院のこと。明治から大正に掛けては池上中道不二庵法類の中延法縁に属していた。
2. ↑  武蔵国橘樹郡稲毛領に点在する大本山池上本門寺の直末六ヶ寺（法言山安立寺・龍燈山善立寺・初香山本遠寺・秋興山淨元寺・興林山宗隆寺・法性山圓融寺）の総称。
3. ↑  東照院・恵眼院とも号した。
4. ↑  日鏡とも号した。
5. ↑  能王山盛圓寺（神奈川県横浜市青葉区）26世の「俊明院日彰」と同一人物である可能性が高い。その場合には、行時山光則寺（神奈川県鎌倉市長谷） 30世でもある。